# Pristidactylus volcanensis
Pristidactylus volcanensis — вид ігуаноподібних ящірок родини Leiosauridae. Ендемік Чилі.

## Поширення і екологія
Pristidactylus volcanensis мешкають в районі Ель-Вулкан у верхів'ях річки Майпо та на території Національного парку Ріо-Кларільйо, на південному сході Столичного регіону Сантьяго. Вони живуть на скелястих схилах, порослих чагарниками, та в кипарисових лісах Austrocedrus chilensis. Зустрічаються на висоті від 1416 до 2200 м над рівнем моря. Живляться комахами, відкладають яйця.

## Збереження
МСОП класифікує цей вид як такий, що перебуває під загрозою зникнення. Pristidactylus volcanensis загрожує знищення природного середовища.